# Nespresso

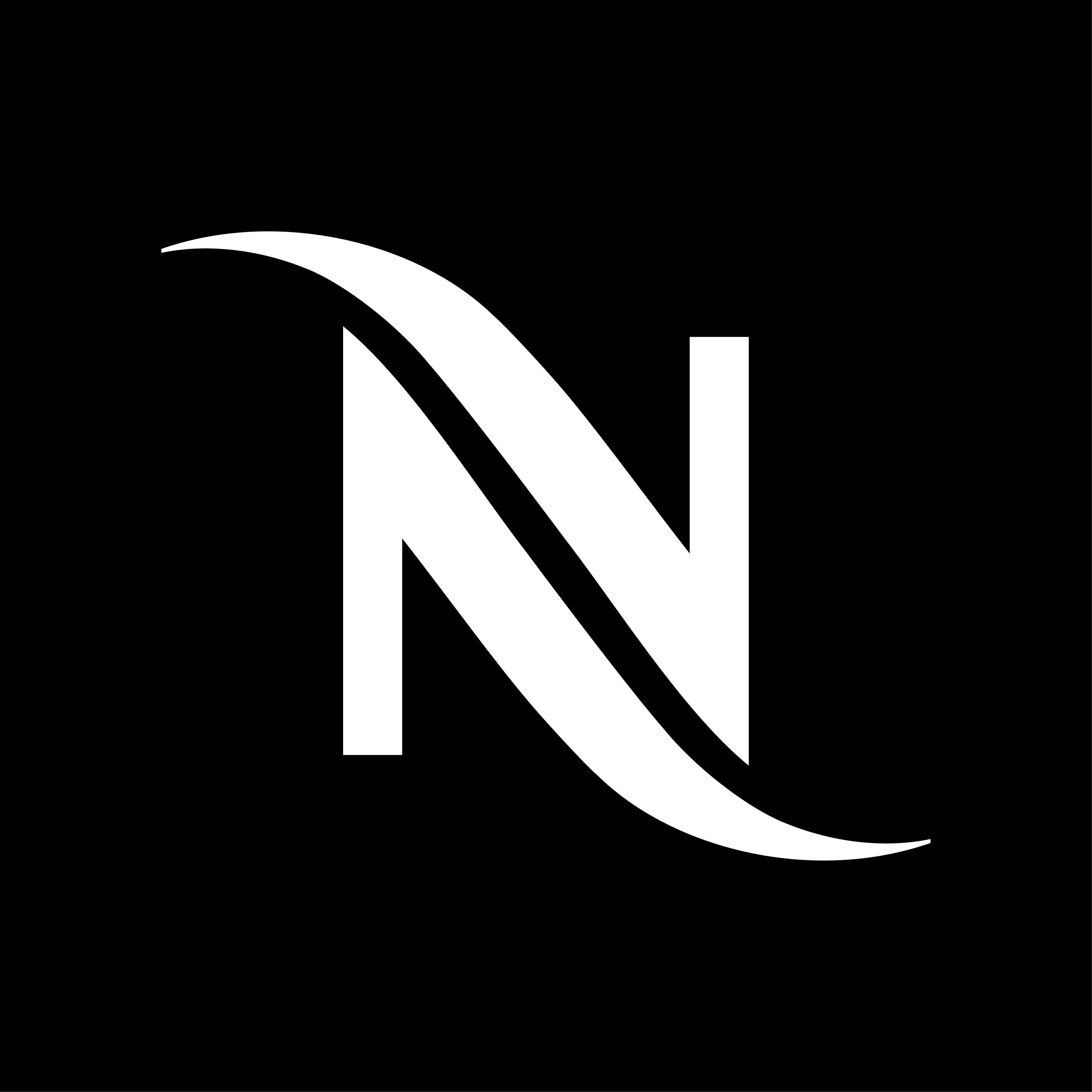
Logo von Nespresso

Nespresso ist ein vom Schweizer Lebensmittelkonzern Nestlé eingeführtes Portionskaffee-System.
Nestlé verkauft unter diesem Namen Kaffee, der in Aluminiumkapseln portioniert ist. Die Kapseln können nur in speziellen Kaffee- oder Espressomaschinen zubereitet werden.

## Vertriebskonzept

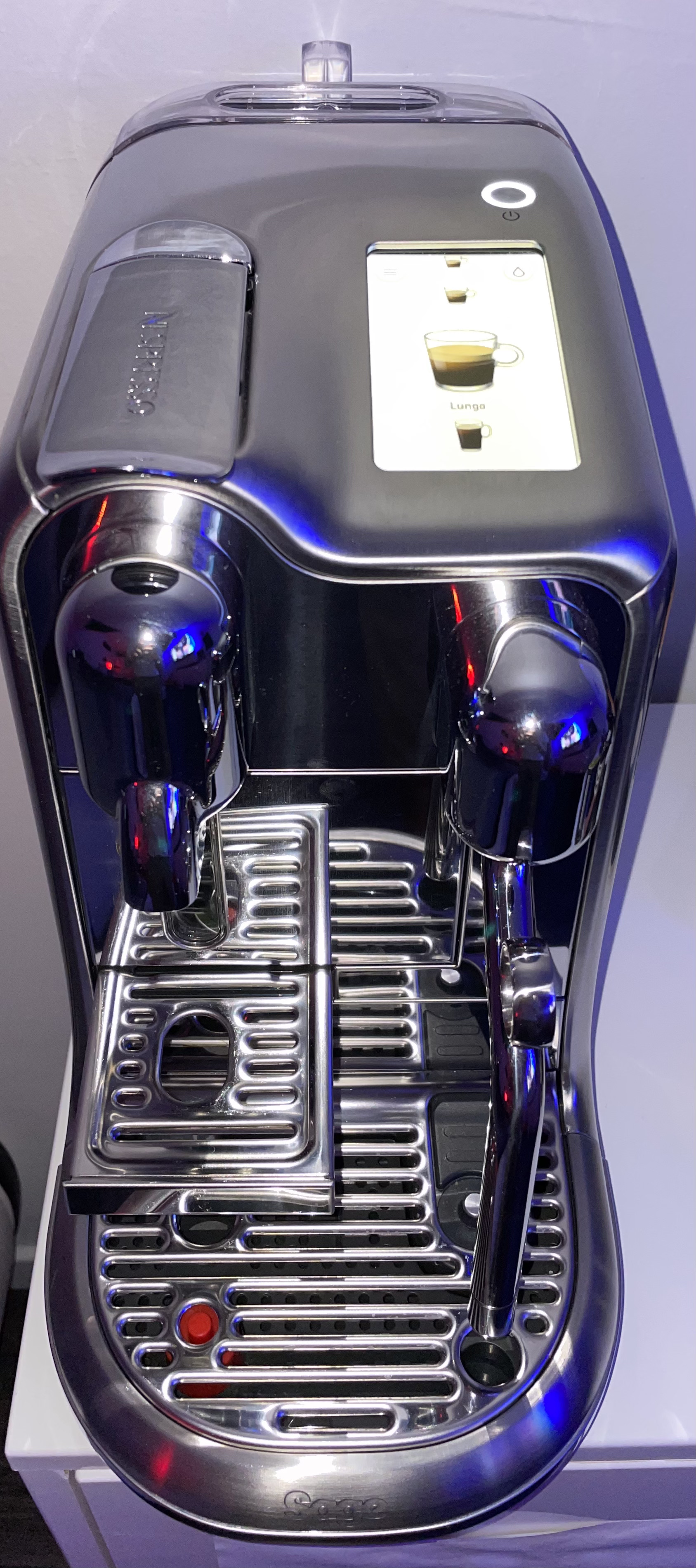
Nespresso-Creatista-Pro-Maschine

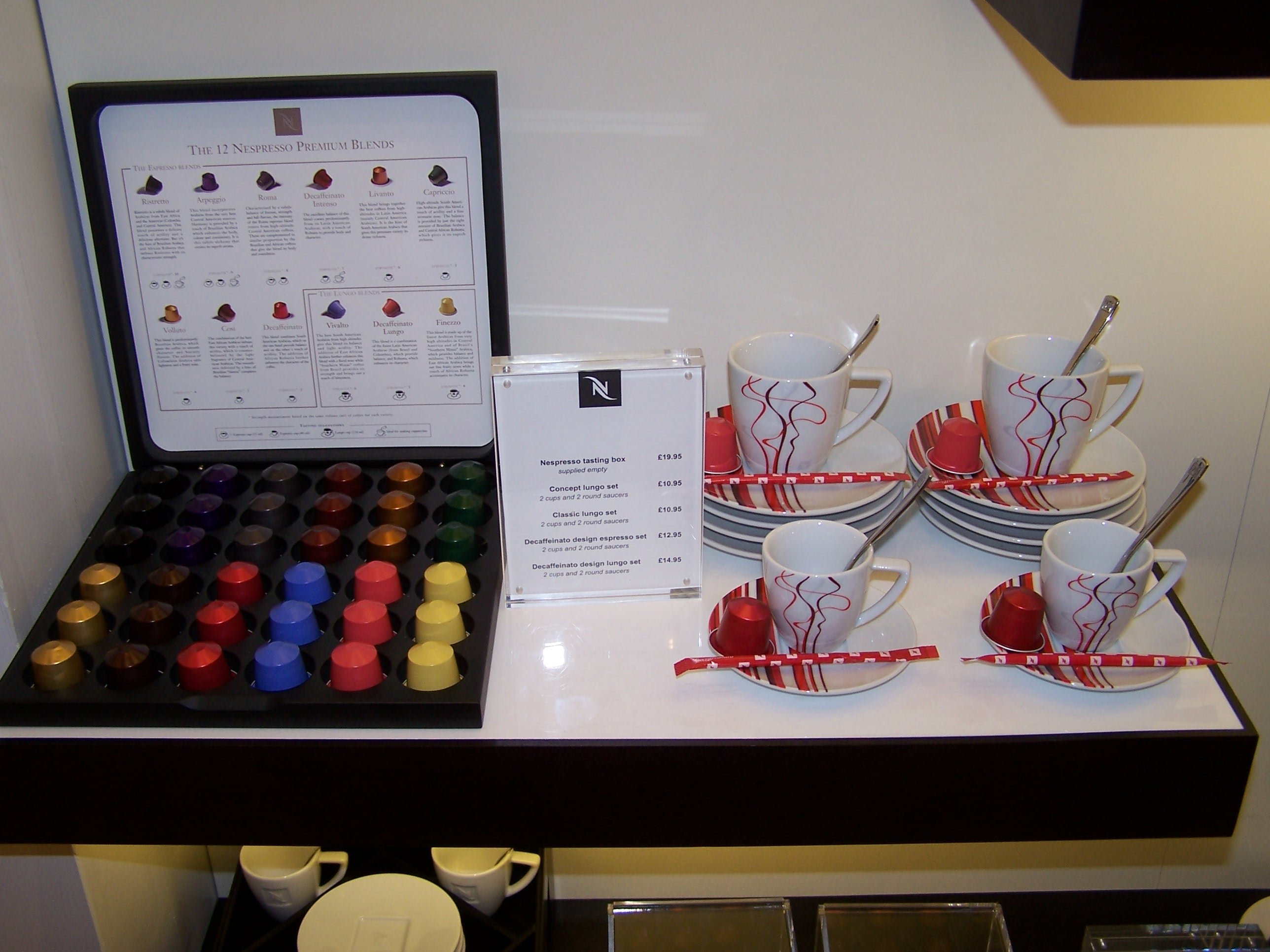
Probierset mit Tassen

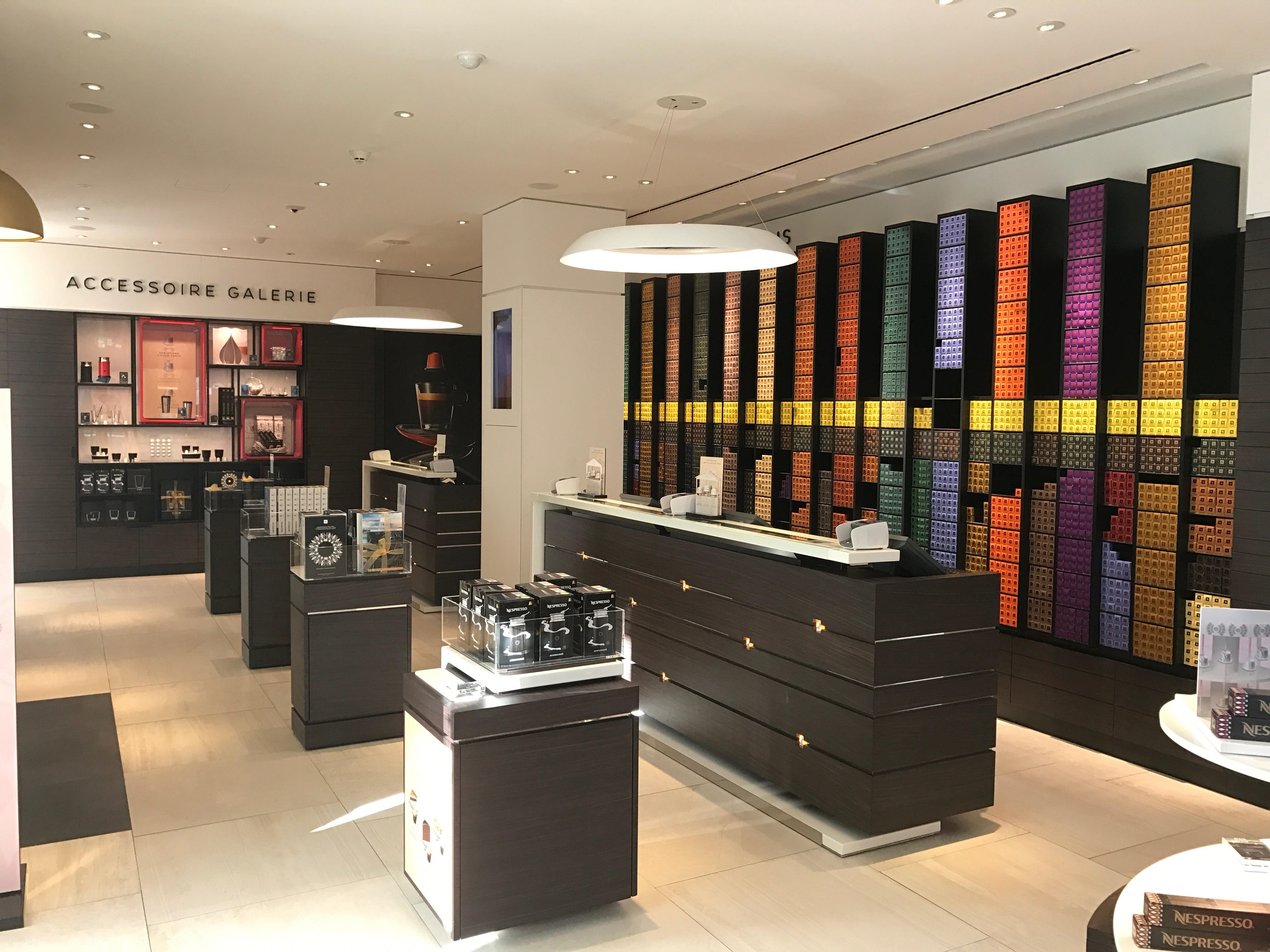
Nespresso-Einzelhandelsgeschäft in Chur

Für den Verkauf der Kaffeemaschinen kooperiert Nespresso mit Unternehmen, deren Marken für gehobene Qualität bürgen sollen. Dabei variieren diese Vertriebsmarkenpartner von Land zu Land – nicht jede Marke ist in jedem Land bekannt. So werden alle Geräte, die in Deutschland als Krups-Geräte verkauft werden, in Österreich und der Schweiz unter dem Namen Turmix verkauft. Weitere bekannte Partner im deutschsprachigen Bereich sind De’Longhi, Miele, Siemens sowie in der Schweiz Koenig. Ehemalige Vertriebspartner sind Alessi, Saeco und Jura.
Mit Ausnahme der Lattissima-Maschinen, die aus italienischer Fabrikation von DeLonghi stammen, werden sämtliche Geräte beim weltweit grössten Produzenten von Kaffeemaschinen gefertigt, dem Schweizer Unternehmen Eugster/Frismag in Romanshorn.
Die Kaffeemaschinen funktionieren nur mit Kapseln einer bestimmten Form. Das Patent von Nespresso auf diese Form ist inzwischen abgelaufen. Bis zum Ablauf des Patents waren die Kapseln nur bei Nespresso im Direktvertrieb („Nespresso-Club“-Versandhandel) bestellbar (siehe auch Lock-in-Effekt). Erst seit dem vierten Quartal 2011 gibt es auch kompatible Kapseln anderer Anbieter, die im Supermarkt oder bei Handelsketten erhältlich sind.
Als Reaktion darauf eröffnete Nestlé „Nespresso-Boutiquen“, in denen die eigenen Kaffeekapseln verkauft wurden. 2014 gab es weltweit über 200, davon 15 in Deutschland, 9 in Österreich und 23 in der Schweiz.

## Geschichte
Laut Eigenangaben wurde das Nespresso-System 1970 vom Ingenieur Eric Favre in Nestlés Forschungs- und Entwicklungsabteilung erfunden und 1976 patentiert. Die Markteinführung erfolgte erst zehn Jahre später (1986) in der französischsprachigen Schweiz. Der wirtschaftliche Erfolg blieb zunächst aus.
Ab 1991, nachdem der Marketing-Fachmann Jean-Paul Gaillard die Führung bei Nespresso übernommen hatte und das System mit dem Maschinenpartner Krups international angeboten wurde, wurde Nespresso stärker im Markt. Zum Erfolg Anfang der 2010er Jahre trug die populäre Print- und Fernsehwerbung mit George Clooney bei.
Das Unternehmen „Nestlé Nespresso S.A.“ mit Sitz in Lausanne gehört zwar zum Nestlé-Konzern, agiert jedoch als Vertriebsorganisation selbständig am Markt. Das Unternehmen wird (Stand 2006) von Richard Girardot geführt. Es ist in 38 Ländern tätig. Von 2005 auf 2006 wuchs der Umsatz um 42 % auf 1,16 Milliarden Schweizer Franken. Im Jahr 2006 verkaufte Nespresso etwa drei Milliarden Kaffeekapseln; 2010 betrug der Umsatz 3,2 Milliarden Schweizer Franken und der Absatz 4,8 Milliarden Kaffeekapseln.
Die Zahl der im Einzelhandel verkauften Kaffeemaschinen stieg von 2005 auf 2006 um 32 % auf über 1 Million. Damit konnte Nespresso seinen Marktanteil auf dem Espressomaschinenmarkt von 17,9 % auf 22,7 % erhöhen.
Laut einer Studie von Evalueserve von 2005 war Nespresso mit einem weltweiten Marktanteil von 11 % der drittgrösste Portionskaffeeverkäufer.
In den USA und Kanada wurde im Februar 2014, in Deutschland im September 2018, ein neues Nespresso-System unter dem Namen Nespresso VertuoLine auf den Markt gebracht. Nespresso VertuoLine bedient sich eines neuen Kapselsystems und eigener Maschinen, die nicht mit der Nespresso OriginalLine kompatibel sind. Die Kapseln für das Vertuoline-System unterscheiden sich deutlich in der Form und verfügen zusätzlich über einen Strichcode, den die VertuoLine Maschinen auslesen. Dabei kommen erstmals verschiedene Kapselgrössen zum Einsatz. Die Kapseln werden beim Zubereitungsvorgang in Rotation versetzt. Dieses neue System ist laut Aussagen von Nestlé für die nächsten 20 Jahre patentgeschützt.

### Produktion
Sämtliche Kaffeekapseln werden in drei Produktionsanlagen in der Schweiz produziert bzw. befüllt. Die grösste Anlage steht seit 2008 in Avenches, weitere sind in Orbe (2002) und seit 2015 in Romont. In Romont werden derzeit zwei weitere Produktionslinien gebaut, welche voraussichtlich 2019 sowie 2020 den Betrieb aufnehmen werden. Die Aluminiumkapseln werden von Dätwyler in Schattdorf und von Alupak (einst zu Nestlé gehörend) in Belp hergestellt. Die abgefüllten Kapseln werden in 62 Länder exportiert.

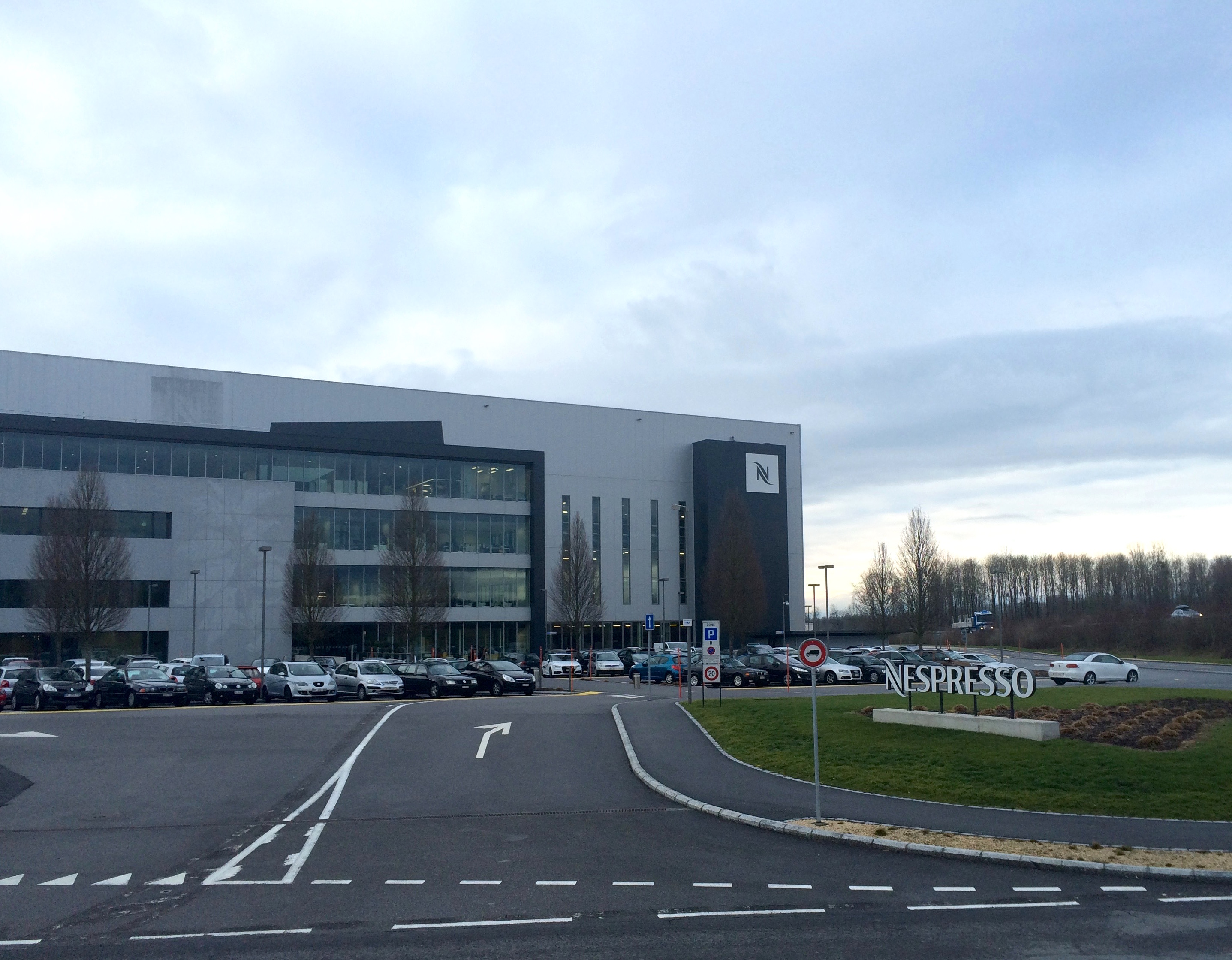
Produktionsanlage in Avenches
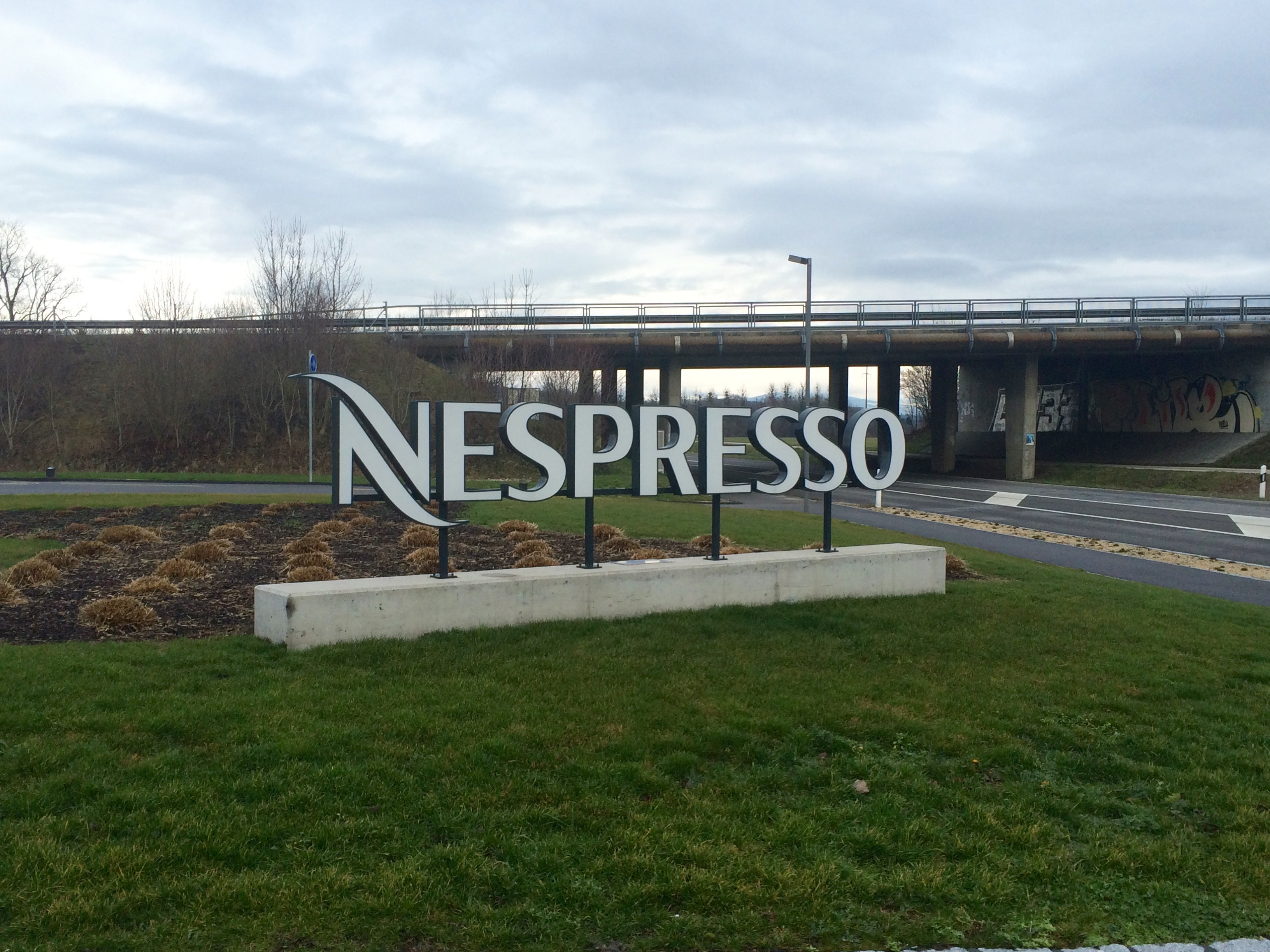

## Sorten

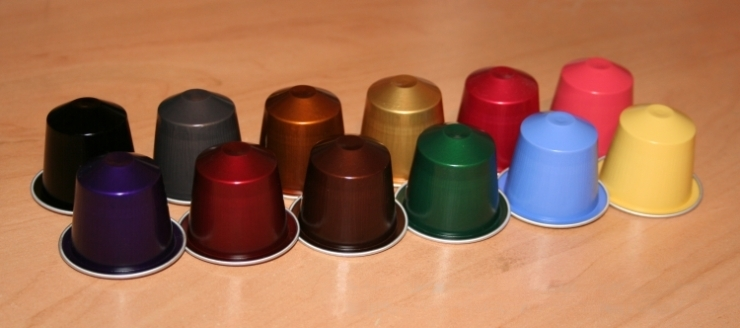
Set mit zwölf Sorten von Nespresso

Die 28 von Nespresso angebotenen Kaffeesorten unterscheiden sich in den verwendeten Kaffeebohnensorten sowie dem Röstungs- und Mahlgrad. Die Kapseln sind mit einer Menge von etwa 5 Gramm und dem Schutzgas Stickstoff (E 941) gefüllt. Es werden Kapseln für die Zubereitung von Espresso (Menge etwa 40 ml), Ristretto (Menge etwa 25 ml) und grössere Kaffeetassen (etwa 110 ml – als „Lungo“) angeboten. Bei der Serie Master Origin (früher: Pure Origin) wird Kaffee aus jeweils nur einem Anbauland verwendet. Weiterhin sind vier entkoffeinierte Sorten erhältlich.
Für einen befristeten Zeitraum werden auch Sondersorten angeboten, u. a. im Oktober die Variations (2 bis 3 aromatisierte Sorten zu einem bestimmten Thema, basierend auf der Sorte Livanto).
Beispiele für Sondersorten die in Deutschland angeboten werden/wurden:
| Bezeichnung                           | Edition                      | Zeitraum | Stärke | Empfohlene Zubereitung |
| ------------------------------------- | ---------------------------- | -------- | ------ | ---------------------- |
| Esperanza de Colombia                 | Reviving Origins             | 05/2020  | 5      | Espresso               |
| Tamuka mu Zimbabwe                    | Reviving Origins             | 05/2020  | 5      | Espresso               |
| Amaha awe Uganda                      | Reviving Origins             | 05/2020  | 8      | Espresso/Lungo         |
| Costa Rica                            | Master Origin 2019           | 03/2019  | 7      | Espresso/Lungo         |
| República Dominicana: Valle del Cibao | Exclusive Edition (VIP-Sale) | 02/2019  |        | Espresso               |
| Café Istanbul                         | Coffee Houses                | 01/2019  | 10     | Ristretto/Espresso     |
| Caffè Venezia                         | Coffee Houses                | 01/2019  | 7      | Espresso/Lungo         |
| República Dominicana Valle del Cibao  | Explorations 2018            | 12/2018  |        | Espresso               |
| India Mylemoney                       | Explorations 2018            | 12/2018  |        | Espresso               |
| Nicaragua Las Marias                  | Explorations 2018            | 12/2018  |        | Espresso               |
| Galapagos Santa Cruz                  | Explorations 2018            | 05/2018  |        | Espresso               |
| Arabica Ethiopia Harrar               | Kaffeeursprünge              | 01/2018  | 5      | Espresso/Lungo         |
| Robusta Uganda                        | Kaffeeursprünge              | 01/2018  | 10     | Espresso/Ristretto     |
| Ethiopia Yirgacheffe                  | Explorations 2               | 09/2017  |        | Espresso               |
| Colombia Aguadas                      | Explorations 2               | 09/2017  |        | Espresso               |
| Laos Bolaven-Plateau                  | Explorations 1               | 04/2017  |        | Espresso               |
| Kenya Peaberry                        | Explorations 1               | 04/2017  |        | Espresso               |
| SULUJA ti South Sudan (2eme Edition)  | Boutique Exklusiv            | 10/2016  | 8      | Ristretto              |
| Maragogype                            | Special Reserve              | 11/2014  | 6      | Espresso               |
| Hawaii Kona                           | Special Reserve              | 11/2012  | 5      | Espresso               |

## Funktionsweise der Maschinen
Zentrales Element bei der Zubereitung des Kaffees ist die Aluminiumkapsel (original Nespresso und einige Nachbau-Kapseln) oder die Kunststoffkapsel (Nachbau-Kapseln), in der der gesamte Brühvorgang stattfindet. Ergänzend gibt es eine Nespresso-Kapsel auf Papierbasis (Paper based collection) mit einer biologisch abbaubaren Schutzschicht für Aromaschutz, die kompostierbar ist. Beim Einlegen der Kapsel in die Maschine wird diese vom Kapselkäfig umschlossen, gegen eine sogenannte Pyramidenplatte gedrückt und von drei Dornen durchstochen. Beim Starten des Brühvorgangs wird in der Maschine zubereitetes, heisses Wasser mit hohem Druck in die Kapsel gepresst. Sobald der Druck innerhalb der Kapsel hoch genug geworden ist, hält die Aluminium- oder Kunststoff-Membrane an der Unterseite der Kapsel diesem nicht mehr stand und reisst ein. Der innerhalb der Kapsel gebrühte Kaffee kann nun durch die so perforierte Membran und die Löcher der Pyramidenplatte ausfliessen.

## Das Vertuo-System
In USA und Kanada wurde im Februar 2014 das neue Kapsel- und Maschinensystem „Vertuo“ (früher: VertuoLine) vorgestellt; in Deutschland ist es im September 2018 eingeführt worden. Mit „Vertuo“ werden grössere Kaffeeportionen gebrüht – bis zu 414 ml Kaffee können zubereitet werden – mit der ab ca. Oktober 2020 erhältlichen Vertuo Next sind es 535 ml. Die Kapseln sind voluminöser, sie besitzen zwischen 7 g und 12,5 g Kaffeepulver je Kapsel. Auch hier besitzen die Kaffees eine Crema, die höher ist als bei den kleinen Kapseln und einer Schaumkrone gleicht. Die Vertuo-Kapseln benötigen eigens dafür vorgesehene Maschinen, die diese Kapseln verarbeiten können.
Insgesamt sind folgende 30 Sorten erhältlich (Stand Dezember 2020):
Carafe (535 ml, ausschliesslich für Vertuo Next)
- Carafe pour-over Style (Intensität 5)

Alto (414 ml)
- Intenso (Intensität 7) eingestellt
- Dolce (Intensität 4)

Master Origin
- Master Origin Mexico (Intensität 7)
- Master Origin Costa Rica (Intensität 7)
- Master Origin Colombia (Intensität 5)
- Master Origin Ethiopia (Intensität 4)

Barista Creation
- Bianco Leggero (Intensität 5)
- Bianco Forte (Intensität 5)
- Caramel Cookie (Intensität 5)  – bis 17. März 2020 unter dem Namen: Caramelizio (Intensität 6)[31]
- Hazelino Muffin (Intensität 5)  – bis 17. März 2020 unter dem Namen: Hazelino (Intensität 6)[32]
- Vanille Custard Pie (Intensität 5)  – bis 17. März 2020 unter dem Namen: Vanizio (Intensität 6)[33]

Coffee (150–230 ml)
- Intenso (Intensität 9)
- Stormio (Intensität 8)
- Fortado Decaffeinato (Intensität 8)
- Inizio (Intensität 4)
- Mexico (Intensität 7)
- Costa Rica (Intensität 7)
- Ethiopia (Intensität 4)
- Odacio (Intensität 7)
- Melozio (Intensität 6)
- Elvazio (Intensität 4) eingestellt
- Solelio (Intensität 2)
- Decaffeinato (Intensität 6)
- Half Caffeinato (Intensität 5)
- Fortado (Intensität 8)
- Arondio (Intensität 6)
- Decaffeinato Ontuoso (Intensität 4)
- Melozio Decaffeinato (Intensität 6)

Espresso (40–80 ml)
- Double Espresso Scuro (Intensität 11)
- Double Espresso Chiaro (Intensität 8)
- Diavolitto (Intensität 11)
- Altissio (Intensität 9)
- Voltesso (Intensität 4)
- Altissio Decaffeinato (Intensität 9)
- Il caffé (Intensität 11)
- Orafio (Intensität 6)
- Toccanto (Intensität 5)
- Peru Organic (Intensität 6)

Zusätzlich gibt es ebenso zeitlich begrenzte Sorten, z. B. Eiskaffee-Kapseln im Sommer und aromatisierte Sorten zur Weihnachtszeit.
Die Maschinen arbeiten mit einem komplett neu entwickelten Prinzip. Der Kaffee wird nicht mit Pumpendruck aufgebrüht. Stattdessen werden die Kapseln auf Drehzahlen bis zu 7000 Umdrehungen pro Minute gebracht. Nespresso hat für diesen Aufbrühvorgang den Begriff „Zentrifusion“ erfunden. Zusätzlich haben die VertuoLine-Maschinen einen integrierten Barcode-Laserscanner der fünf Parameter (Tassengrösse, Temperatur, Drehzahl, Durchfluss und die Kontaktzeit von Wasser und Kaffee) der jeweiligen Kapsel bestimmen kann.

## Entsorgung und Wiederverwertung

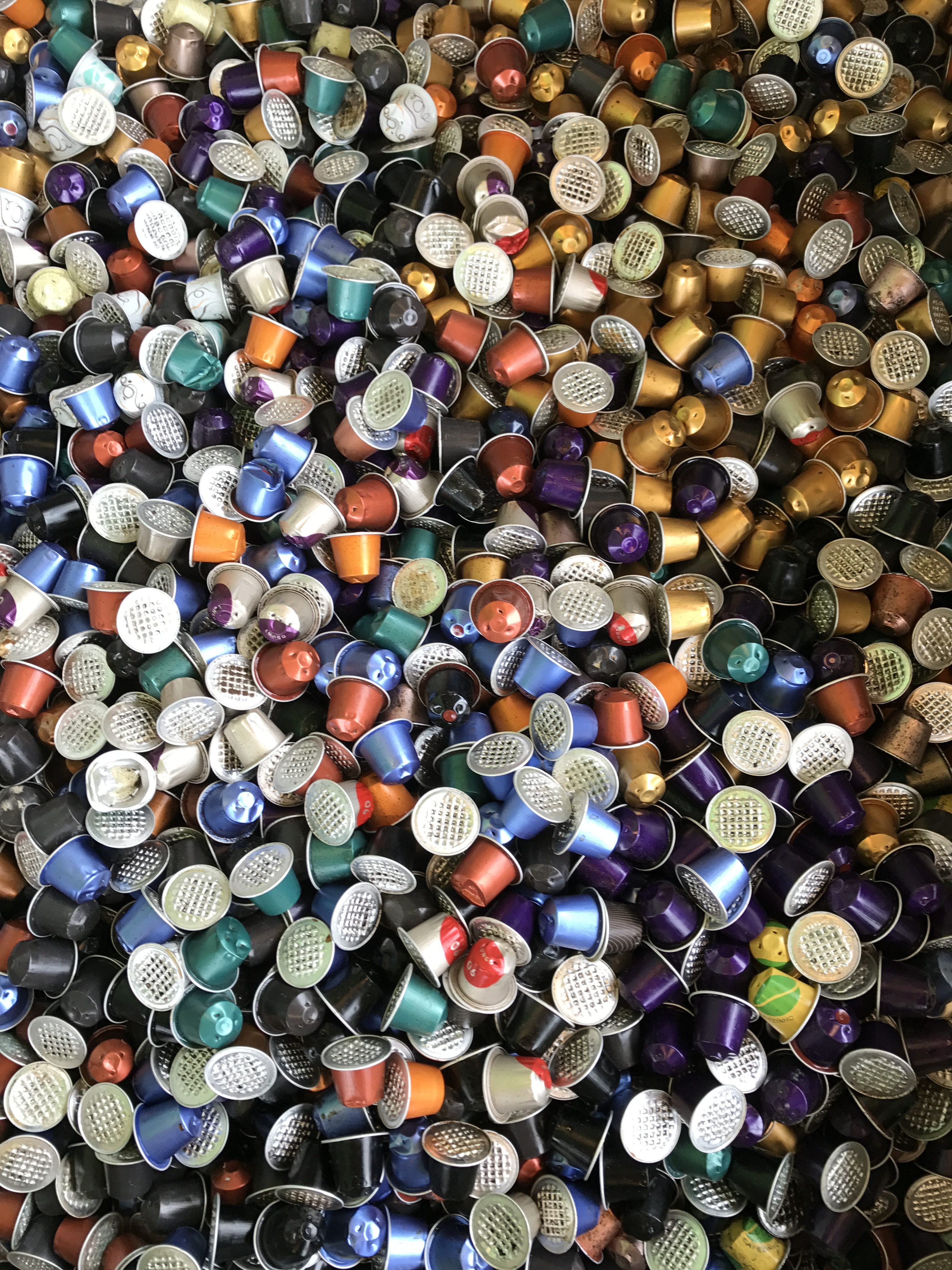
Gebrauchte Kapseln in einem Recyclinghof

Die Kaffee-Kapseln bestehen zum Grossteil aus Aluminium, das zur Wiederverwertung geeignet ist. In der Schweiz und in Österreich wurde für die Kapseln ein eigenes Sammel- und Recyclingsystem eingeführt. Alternativ empfiehlt Nespresso, die gebrauchten Kapseln bei einer Aluminiumsammelstelle abzugeben. Seit 2020 können gebrauchte Aluminium-Kaffeekapseln auch bei der Migros abgegeben werden.
In Zusammenarbeit mit der Schweizerischen Post wurde Anfang 2018 «Recycling at Home» lanciert. Dabei werden die gebrauchten Kapseln in spezielle Briefumschläge gesteckt und zum „Nespresso-Recycling“ geschickt.
Eine weitere Möglichkeit der Wiederverwertung ist die eigene Nachbefüllung der Kapsel mit frischem Kaffee-Pulver. In der Schweiz ist mit dem Outpresso für Konsumenten ein Recycling-Gerät angeboten worden, welches das Aluminium der Kapseln vom Kaffeesatz trennt. Dadurch konnte das Aluminium per Metallsammelstelle entsorgt und der Kaffeesatz beim Konsumenten kompostiert oder entsorgt werden. Seit Mai 2013 wird das Gerät nicht mehr angeboten. Der Restschmutzgrad in den Kapsel erwies sich als zu hoch, um eine effiziente Recyclinglösung darzustellen.
In Österreich und der Schweiz können die gebrauchten Kapseln auch direkt bei den Nespresso-Shops oder in Geschäften abgegeben werden, in denen Nespressomaschinen geführt werden. In Deutschland können die gebrauchten Kapseln in der Gelben Tonne/im Gelben Sack entsorgt werden. In Gemeinden ohne Gelbe Tonne/Gelben Sack (z. B. in München) müssen die Kapseln auf Wertstoffhöfen oder Wertstoffinseln abgegeben werden.
Mittlerweile sind Kapseln von anderen Anbietern im Handel erhältlich, die beispielsweise kompostierbar sind, aus überwiegend biobasierten Rohstoffen bestehen und kein Aluminium enthalten. Über diese Produkte gab es längere Patentstreitigkeiten, die gegen Nestlé entschieden wurden.

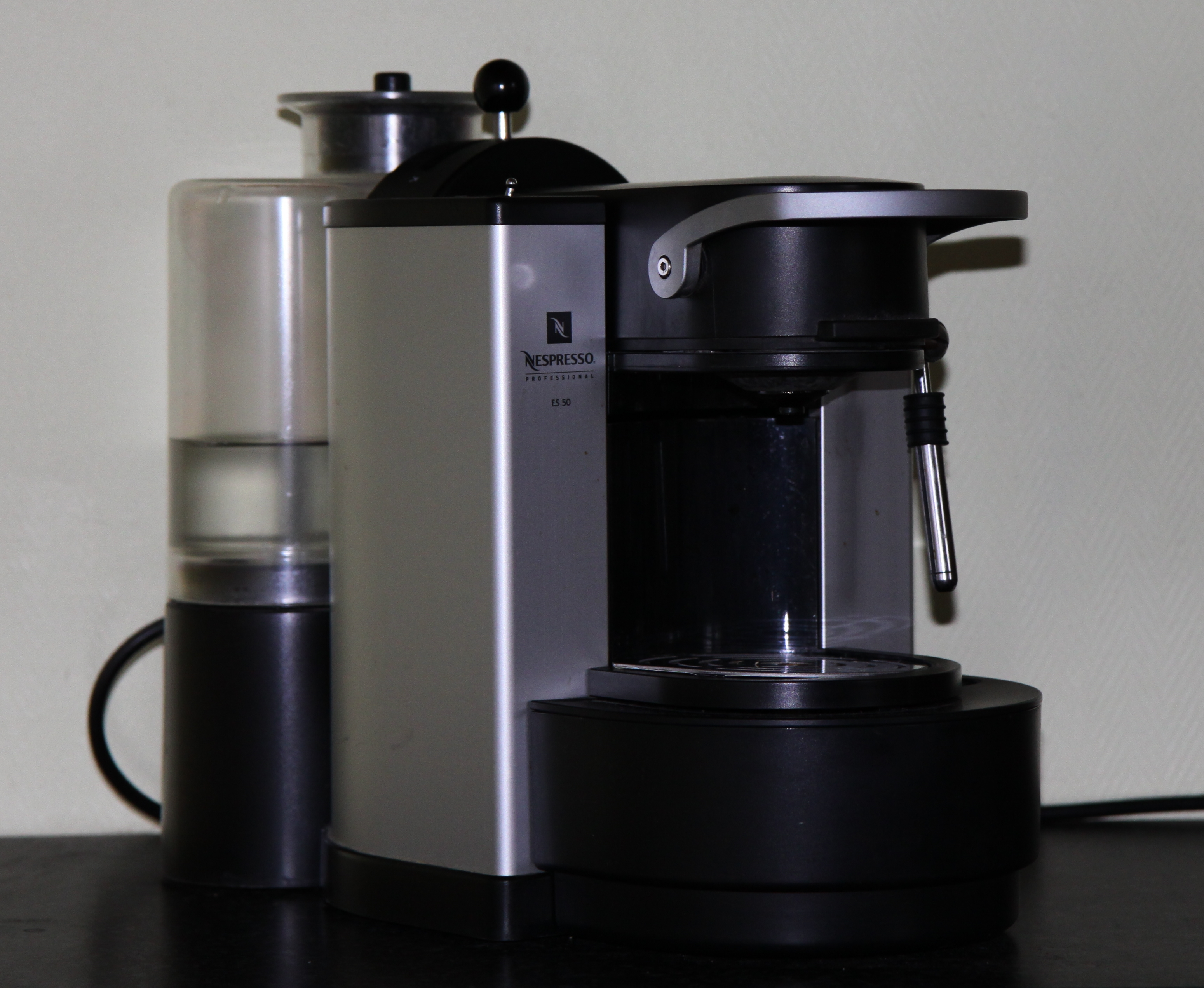
Nespresso Professional ES 50

## Nespresso-Professional System

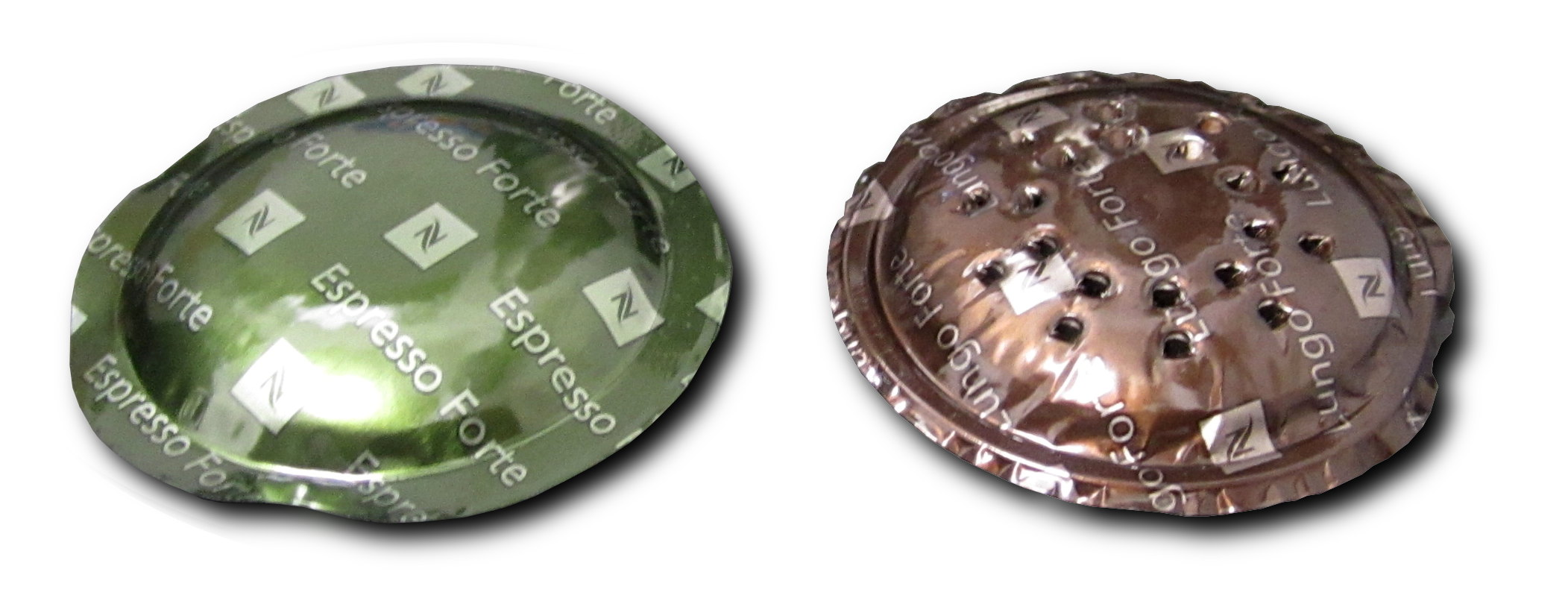
Nespresso Professional Pads vor und nach Gebrauch

Für professionelle Benutzer mit entsprechend höherem Kaffeedurchsatz gibt es das Nespresso-Professional-System. Dieses arbeitet mit flachen Nespresso-Kapseln von rund 40 mm Durchmesser. Die Professional-Kapseln bestehen nicht aus Aluminiumfolie, sondern aus einem aluminiumbeschichteten Kunststoff-Film. Das System ist nicht kompatibel mit dem Nespresso-System für Endverbraucher und wird auch anders vertrieben.
Die Maschinen des Professional-Systems zeichnen sich vor allem durch grössere Tanks und Abfallbehälter aus. Weiterhin gibt es Maschinen, bei denen die Kapsel nur in einen Schlitz geschoben werden braucht und das Spannen/Perforieren/Auswerfen der Kapsel motorisch vorgenommen wird. In der Schweiz können gebrauchte Professional Pads bei Nespresso zum Recycling abgegeben werden. Weiterhin gibt es noch das Nespresso Aviation System, das speziell für die Luftfahrtbranche entwickelt wurde. So benutzt zum Beispiel die Swiss auf all ihren Langstreckenflugzeugen in der Business Class und First Class durch die Federal Aviation Administration zertifizierte Nespresso-Maschinen.

## Verwandte Produkte
Seit 2009 sind von verschiedenen Anbietern leere Einweg-Kapseln erhältlich, die in die Nespressomaschinen passen. Die Nachfüll-Kapseln ermöglichen die Zubereitung von diversen Kaffeesorten (oder Teesorten) mit Nespressomaschinen. Diese Kapseln werden mit gemahlenem Kaffee gefüllt und in die Nespressomaschine eingesetzt wie übliche Nespressokapseln.
Die Firma Alice Allison SA bietet unter dem Namen NexPod befüllbare und zwei- bis dreimal verwendbare Kapseln an. Der Reinigungsaufwand ist bei diesem System geringer als bei einem Dauerfilter, jedoch entfällt auch hier der für Einzelportionssysteme typische Vorteil, weder mit trockenem noch mit nassem Kaffeepulver hantieren zu müssen.
In Frankreich wurde von der Firma Ethical Coffee Company von 2011 bis 2017 eine kompatible Kaffeekapsel angeboten, die aus Zellulosefasern bestand. In Deutschland und Österreich wurden die Kapseln der Firma Ethical Coffee Company unter dem Namen ESPRIMO angeboten. Ab Oktober 2011 waren die Kapseln darüber hinaus für eine gewisse Zeit unter dem Namen der Herstellerfirma auch im stationären Einzelhandel (Geschäfte der Rewe Group) erhältlich.
Seit 2019 wird von der Firma Rezemo eine Nespresso-kompatible Kapsel aus Holzfasern angeboten. Die Kapseln enthalten kein Aluminium oder Kunststoff und lassen sich im Heim-Kompost kompostieren oder über die Bio-Tonne entsorgen. Die Kapseln sind durch DIN CERTCO mit dem Prüfergebnis „100% biobasiert“ zertifiziert ist (Prüfnummer 8C150). In der Schweiz werden Rezemo-Kapseln exklusiv von BULLS Coffee vertrieben. Die Kapseln sind in der Schweiz durch Bio Suisse gemäss der CH-BIO-Verordnung zertifiziert.
In Filialen von Rewe werden kompatible Kapseln der italienischen Firma Caffè Vergnano unter der Marke „Èspresso®1882“ vertrieben. Edeka vertreibt kompatible Kapseln der Marke Senseo (D. E. Master Blenders). Bei Migros und ihrer Tochter Tegut sind kompatible Kapseln der Marke „Café Royal“ des Schweizer Herstellers Delica erhältlich.
Der Konzern Mondelēz International, der auch das eigene System Tassimo vertreibt, hatte angekündigt, im 2. Halbjahr 2013 Nespresso-kompatible Kapseln in Deutschland zu verkaufen. Diese sind seitdem unter der Marke „Jacobs Momente“ erhältlich.
Die österreichische Firma Caffè Negrini vertreibt seit März 2012 in über 800 österreichischen Lebensmittelgeschäften Kaffeekapseln, die in allen Nespressomaschinen verwendet werden können.
Ende Mai 2012 brachte die Firma mycoffeestar die erste nachhaltige, wiederbefüllbare Kaffeekapsel aus Edelstahl auf den Markt. Die Kapsel wird mit einem Schraubgewinde geöffnet und verschlossen, hat keine Verschleissteile und kann beliebig oft mit eigenem Kaffee befüllt verwendet werden.
Konkurrierende Systeme sind unter anderem Dolce Gusto (ebenfalls Nestlé), Senseo und Tassimo.

## Kritik
Ein Nachteil am Nespressokaffee ist die grosse Menge an Müll, der durch die Kaffeekapseln anfällt. Werden diese nicht fachgerecht entsorgt, wird das Aluminium der Kapseln nicht wiederverwertet. Damit geht ein grosser Teil des hohen Energieaufwandes zur Produktion der Aluminium-Kapseln verloren. Aber auch das Recycling des Aluminiums ist gegenüber losem Kaffee deutlich energieaufwendiger.
In der Ökobilanz für Nespresso-Kapseln vs. konservativer Filterkaffee kommt aber die Gesamtabrechnung (Energie- und Wasseraufwand, Umweltbelastung) zu vergleichbaren Ergebnissen: Da bei Nespresso nur jeweils die absolut notwendige und beabsichtige Menge an Wasser und Kaffee mit der dafür notwendigen Menge an Energie produziert wird, hat die konservative Filterkaffee-Erzeugung den unkalkulierbaren Nachteil von Wasser-, Energie- und Kaffeeverschwendung durch verworfene Kaffeemengen. 
In Österreich muss Nespresso keinen Entsorgungsbeitrag leisten, da die Kapseln der Marke Nespresso keine Verpackung in Sinne der aktuellen Definition darstellen (ähnlich wie auch Teebeutel oder Wachsschichten bei Käse oder Wurst).
Hersteller von portionierten Kaffeepadsystemen, für die am Markt keine Alternativangebote verfügbar sind, stehen aufgrund des so genannten Lock-in-Effekts in der Kritik. Das bedeutet, dass die Anschaffungskosten für die jeweiligen Kaffeemaschinen häufig niedrig sind, die Preise für den Kaffee in den Kapseln dafür – zum Teil um ein Vielfaches – über dem von herkömmlichem Kaffee liegen. So liegt der Preis für Nespresso-Kaffee bei bis zu 80 Euro pro Kilogramm Kaffee.
Von anderen Herstellern werden günstigere, zu Nespresso kompatible Kapseln angeboten. Durch technische Modifikation der Kaffeemaschinen versucht Nestlé jedoch, diese Fremdanbieterkapseln inkompatibel zu machen, um so das Kapselmonopol bei seinen Maschinen zu erhalten.
Im September 2011 lancierte die NGO Solidar Suisse eine Kampagne, in der sie Nespresso aufforderte, fair gehandelten Kaffee anzubieten. Im Zentrum der Kampagne stand die Parodie eines Nespresso-Werbespots mit George Clooney. Nespresso wies die Kritik zurück.

## Sonstiges
Im Mai 2022 fanden Mitarbeiter des Werks Romont 500 Kilogramm Kokain, welches sich in drei aus Brasilien angelieferten Schiffscontainern unter den Kaffeebohnen befand. Das Kokain mit einem Verkaufswert von über 50 Millionen Schweizer Franken wurde von der Polizei beschlagnahmt; die zuständige Staatsanwaltschaft leitete eine Untersuchung ein.